# Cheirostylis
Cheirostylis är ett släkte av orkidéer. Cheirostylis ingår i familjen orkidéer.

## Bildgalleri

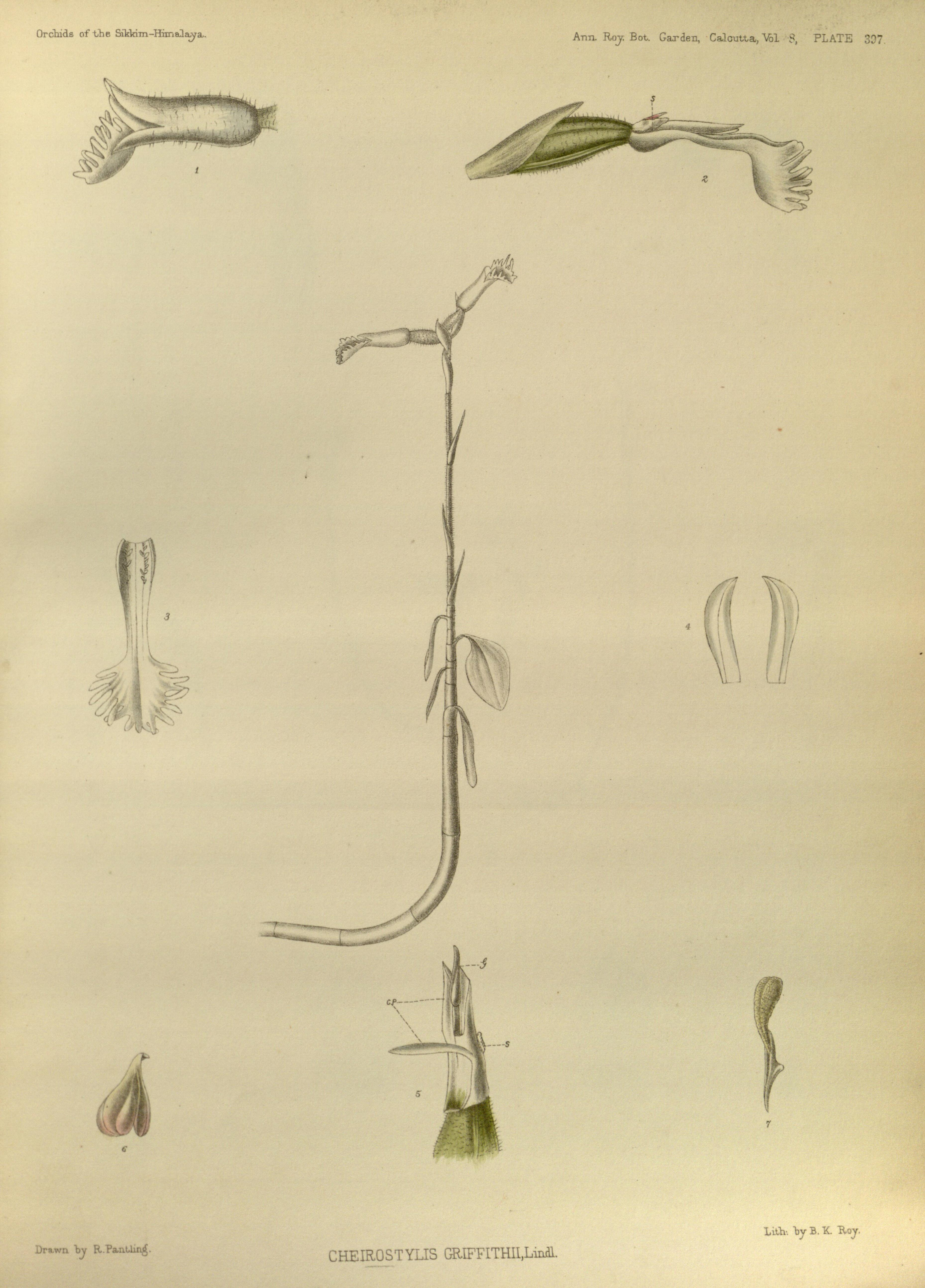

## Dottertaxa tillCheirostylis, i alfabetisk ordning[1]
- Cheirostylis bidentata
- Cheirostylis bipunctata
- Cheirostylis calcarata
- Cheirostylis celebensis
- Cheirostylis chinensis
- Cheirostylis clibborndyeri
- Cheirostylis cochinchinensis
- Cheirostylis dendrophila
- Cheirostylis didymacantha
- Cheirostylis divina
- Cheirostylis filipetala
- Cheirostylis flabellata
- Cheirostylis foliosa
- Cheirostylis goldschmidtiana
- Cheirostylis grandiflora
- Cheirostylis griffithii
- Cheirostylis gunnarii
- Cheirostylis jamesleungii
- Cheirostylis javanica
- Cheirostylis kabaenae
- Cheirostylis latipetala
- Cheirostylis lepida
- Cheirostylis liukiuensis
- Cheirostylis malipoensis
- Cheirostylis malleifera
- Cheirostylis marmorifolia
- Cheirostylis merrillii
- Cheirostylis moniliformis
- Cheirostylis montana
- Cheirostylis monteiroi
- Cheirostylis notialis
- Cheirostylis nuda
- Cheirostylis octodactyla
- Cheirostylis okabeana
- Cheirostylis orobanchoides
- Cheirostylis ovata
- Cheirostylis parvifolia
- Cheirostylis pingbianensis
- Cheirostylis pubescens
- Cheirostylis pusilla
- Cheirostylis raymundii
- Cheirostylis rubrifolius
- Cheirostylis seidenfadeniana
- Cheirostylis serpens
- Cheirostylis sessanica
- Cheirostylis sherriffii
- Cheirostylis spathulata
- Cheirostylis tabiyahanensis
- Cheirostylis takeoi
- Cheirostylis thailandica
- Cheirostylis thanmoiensis
- Cheirostylis tippica
- Cheirostylis tortilacinia
- Cheirostylis yunnanensis